# Піщане (зупинний пункт)
Піща́не — пасажирський залізничний зупинний пункт Куп'янської дирекції Південної залізниці.
Розташований у селі Піщане, Куп'янський район, Харківської області на лінії Куп'янськ-Вузловий — Красноріченська між станціями Кислівка (9 км) та Курилівка (8 км).
Попри військову агресію Росії на сході Україні транспортне сполучення не припинене, щодоби дві пари приміських поїздів здійснюють перевезення за маршрутом Сватове — Куп'янськ-Вузловий. Після широкомасштабного вторгнення у 2022 залізничний рух припинено. 